# اوسووکا (استان اشوی‌داشکسیه)
اوسووکا (به لهستانی: Osówka) یک منطقهٔ مسکونی در لهستان است که در گمینا شدووو واقع شده‌است. اوسووکا ۲۸۶٫۵ متر بالاتر از سطح دریا واقع شده‌است.